# Datia (Staat)

Datia-Briefmarke von 1919

Datia (Duttia) war ein Fürstenstaat in der Region Bundelkhand von Britisch-Indien. Er entstand 1626 durch eine Erbteilung der Bundela-Rajputen von Orchha. Die Raos von Datia nahmen 1820 den Titel Raja, Parichhat Singh 1877 den Titel Maharaja an. Das anfänglich kleine Fürstentum wurde durch Eroberungen und Lehen der Großmoguln von Delhi vergrößert und hatte 1941 eine Fläche von 2362 km² und 183.000 Einwohner.
Datia war 1801–1947 britisches Protektorat, schloss sich am 4. April 1948 der Fürstenunion Vindhya Pradesh an und vollzog am 1. Januar 1950 den Anschluss an Indien. Am 1. November 1956 wurden alle Fürstenstaaten aufgelöst und Vindhya Pradesh dem Bundesstaat Madhya Pradesh einverleibt.
Datia hatte 1893–1921 eine Staatspost mit eigenen Briefmarken.